# Pedraforca
Der Pedraforca ist mit seinen zwei Gipfeln einer der markantesten Berge Kataloniens (Spanien). Die zwei Bergspitzen, Pollegó Superior (2497 m) und el Calderer (2491 m) überragen alle Gipfel der Umgebung. Die katalanische Namensgebung leitet sich aus der Form des Berges ab: pedra (‚Stein‘) und forca (‚Gabel‘).

## Geografie
Der Pedraforca liegt in den Pre-Pyrenäen, südlich der Serra del Cadí im Naturpark Cadí-Moixeró. Das Felsmassiv befindet sich im Nordosten der Comarca Berguedà, an der Gemeindegrenze der Orte Saldes und Gósol.

## Geologie
Vor rund 50 bis 100 Millionen Jahre, durch die Kollision der afrikanischen mit der eurasische Platte, entstand das Faltengebirge der Pyrenäen und der Pre-Pyrenäen und damit auch der Pedraforca. Durch Erosion über Jahrmillionen erhielt der Berg seine heutige Form.

## Naturpark
Als besonderer Teil des Naturparks Cadí-Moixeró wurde 1982 vom katalanischen Parlament der Naturpark Paratge Natural d’Interès Nacional del Massís del Pedraforca ausgewiesen.

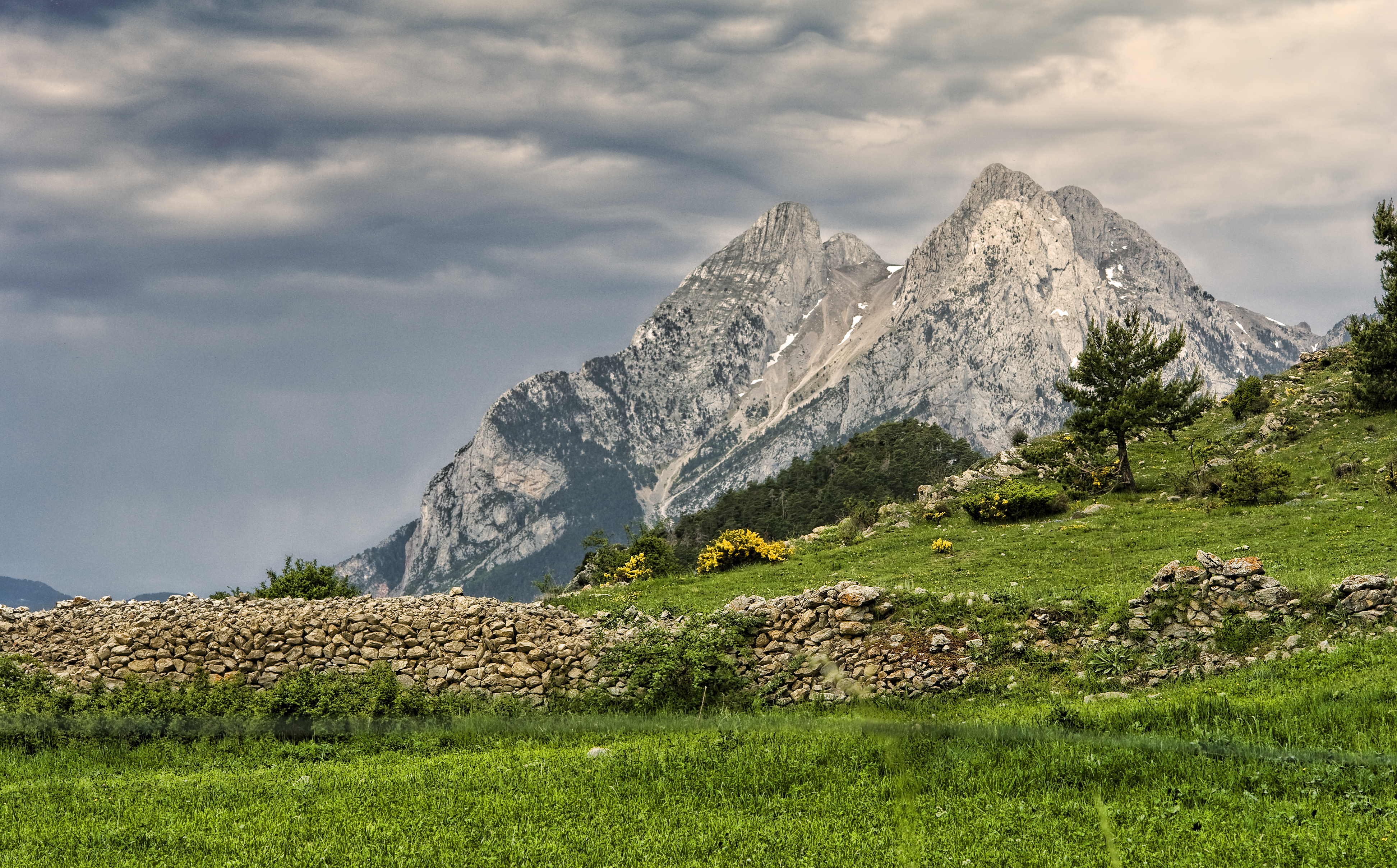
Pedraforca